# ミラーチューン
「ミラーチューン」は、日本の音楽ユニットずっと真夜中でいいのに。の楽曲。2022年4月7日にEMI Recordsより、各種音楽配信サービスにてリリースされた。

## 概要
前作『夜中のキスミ』以来約6週間ぶりのリリースとなった。

## ミュージックビデオ
ミラーチューン
前々作「ばかじゃないのに」のミュージックビデオも手掛けた、スイス在住ベトナム人イラストレーターのTV♡CHANYが手掛けたアニメーションMVとなっている。